# 陈薰
陈薰（1912年-1958年），浙江镇海人，清末民国企业家及银行家。

## 生平
生于浙江宁波府镇海县。早年为清朝官员，袁世凯任朝鲜钦差大臣时，帮办商务。曾上书袁世凯在朝鲜设垦务局，施行中国的屯田制，以济军饷，巩固军事防务。
朝鲜任毕，回国，至上海从商。初受严信厚，任源丰润票号分号经理。中日甲午战争时，为督军杨歧珍和刘永福幕僚。陈曾策划自筹军队抗敌，但战争旋即结束，陈乃重拾旧业，任汇号经理。
20世纪初，在上海任源丰润票号总经理，并在清末上海道任库源通官银司事。曾奉命赴汉口助清廷办官钱局，是清末新式金融的领袖人物。
1908年，在上海与虞洽卿、袁鎏、朱佩珍、吴传基、李厚垣、方舜年、严子均、叶璋等一同发起创办四明银行，是新式华资私有股份制银行。陈是银行创办时的最大股东，其股份高达75万两白银，陈由此被推为第一任总经理。陈因在新式银行业的贡献，曾任上海商务总会第三、四、五届会董，还是沪北商团公会的会员。
辛亥革命上海光复后，陈回镇海隐居。